# Euasteron johannae
Euasteron johannae är en spindelart som beskrevs av Baehr 2003. Euasteron johannae ingår i släktet Euasteron och familjen Zodariidae.
Artens utbredningsområde är Western Australia. Inga underarter finns listade i Catalogue of Life.